# کامپیوترهای میان‌رده

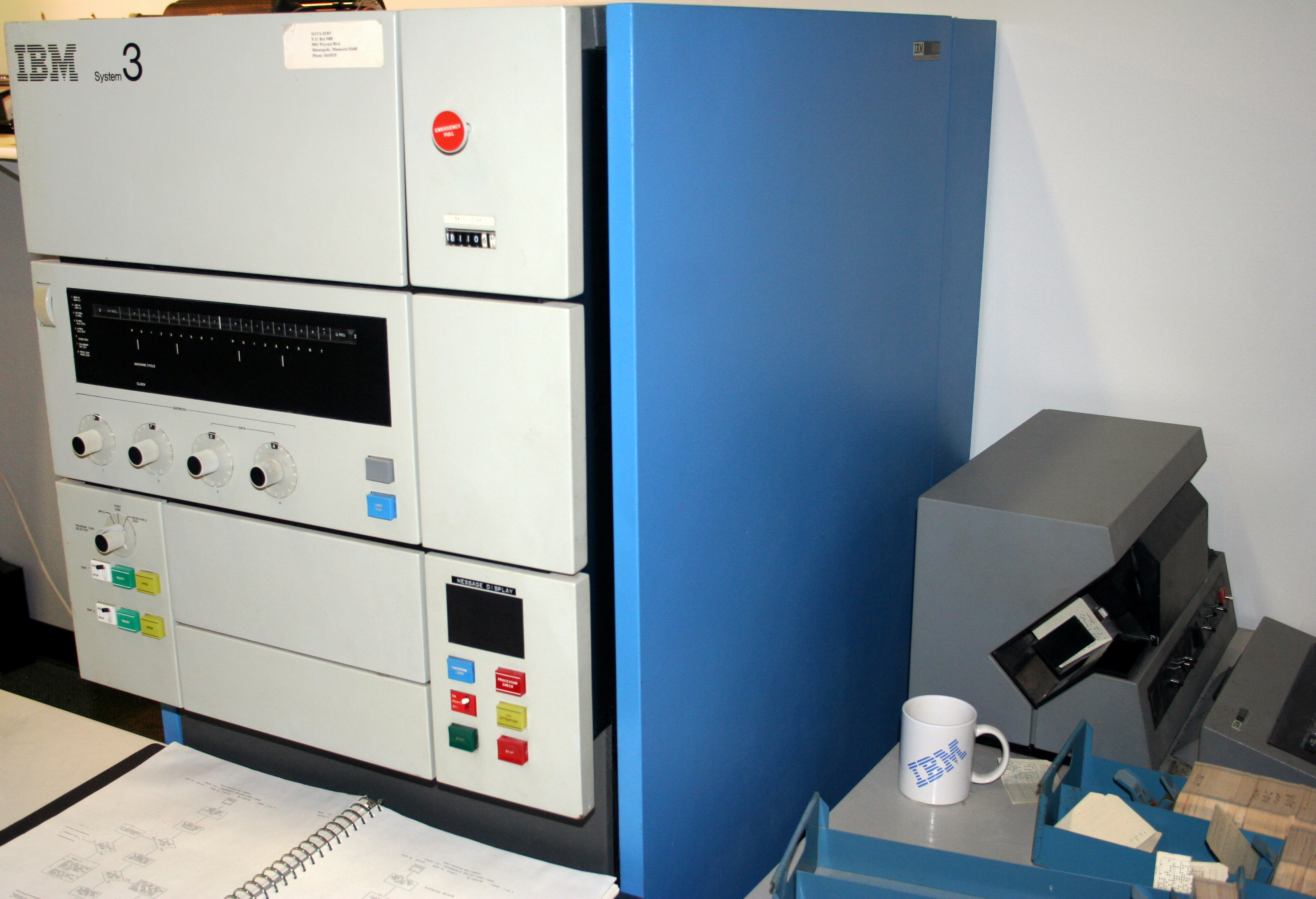
IBM System / 3، یک کامپیوتر میان رده است که در سال ۱۹۶۹ معرفی شد

کامپیوترهای میان‌رده یا سیستم‌های میان رده، دسته ای از سیستم‌های رایانه ای هستند که بین کامپیوترهای اصلی و ریز کامپیوترها قرار می‌گیرند.
این کلاس از ماشین‌ها در دهه ۱۹۶۰ با مدل‌هایی از شرکت‌های Digital Equipment Corporation (PDP خط)، Data General (NOVA)، هیولت-پاکارد (HP3000) که به‌طور گسترده‌ای در علوم و تحقیقات و همچنین تجارت استفاده می‌شود، ظهور کرد و به آنها مینی کامپیوتر نیز اطلاق می‌شود.
شرکت IBM اصطلاح «رایانه میان رده» را برای سیستم‌های بیشتر تجارت محور خود ترجیح داد.

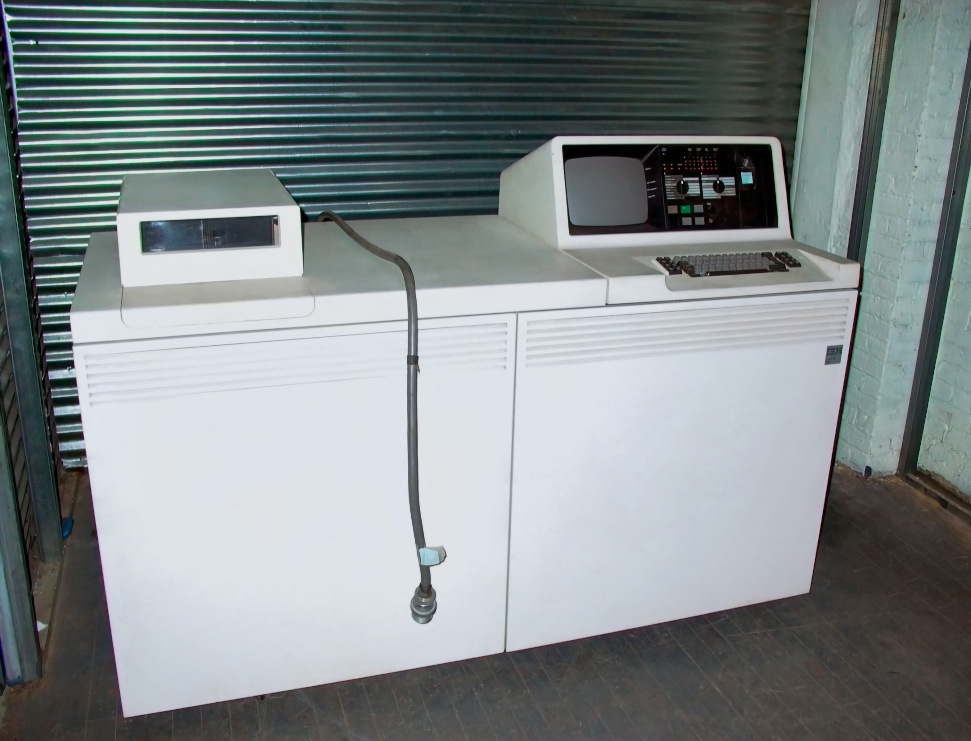
سیستم IBM / 38

## سیستم‌های میان رده‌ای IBM
- System / 3 اولین سیستم میان رده IBM بود (1969)[۳]
- System / 32 (در سال ۱۹۷۵ معرفی شد)[۴] یک سیستم تک کاربره ۱۶ بیتی بود که به IBM 5320 نیز معروف است.
- در سال System / 34 (1977) به عنوان جانشین ۳ و ۳۲ در نظر گرفته شد.
- در سال System / 38 (1979) اولین سیستم میان رده ای بود که دارای یک سیستم مدیریت پایگاه داده رابطه ای یکپارچه (DBMS) بود. S / 38 آدرس ۴۸ بیتی داشت و سیستم عامل CPF را اجرا می‌کرد.
- در سال System / 36 (1983) دارای دو پردازنده ۱۶ بیتی با یک سیستم عامل بود که از برنامه‌نویسی چندگانه پشتیبانی می‌کند.
- AS / 400 در سال ۱۹۸۸ با همین نام معرفی شد، در سال ۲۰۰۰ به eServer iSeries تغییر نام داد و متعاقباً در سال ۲۰۰۶ به IBM System i تبدیل شد. سیستم عامل OS / 400 بود.
- از سال ۲۰۰۸ این سیستم توسط سیستم IBM power system جایگزین شد.

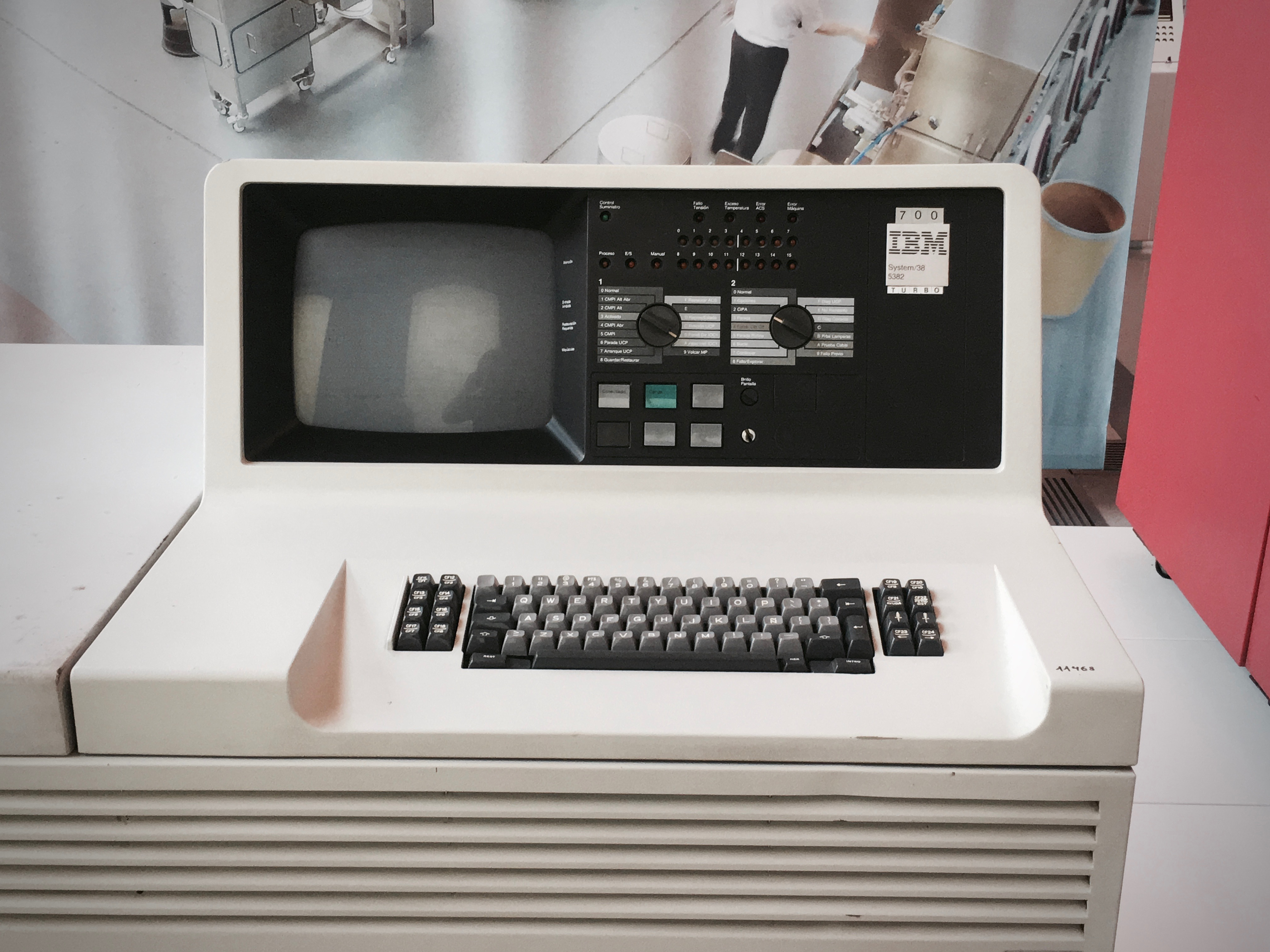
کنسول سیستم / ۳۸

## جایگاه
از دهه ۱۹۹۰، زمانی که مدل رایانه مشتری-سرور غالب شد ،کامپیوترهایی که در این رده قرار داشتند معمولاً سرور یا همان سرویس دهنده نام گرفتند تا نمادی از این باشد که آنها سرویس را به سیستم‌های گیرنده یا همان کلاینت‌ها می‌دهند.
اغلب سیستم‌های میان رده سرورهای قدرتمندی در شبکه هستند که توانایی مدیریت کردن بسیاری از برنامه‌های بیزینسی را که نیازمند قدرت پردازش بالا هستند را دارند. با این که مانند کامپیوترهای رایج قدرتمند نیستند ، هزینه کم تری برای خرید و اجرا و نگه داری نسبت به آنها دارند و با این وجود کار بسیاری از سازمان‌ها را راه می‌اندازند.
سیستم‌های میان رده به عنوان سرورهای قدرتمندی شناخته می‌شوند که توانایی مدیریت وب سایت‌های بسیار بزرگ، اینترانت و اکسترنت شرکت‌های بزرگ و دیگر شبکه‌ها را دارد. امروزه، سیستم‌های میان رده شامل سرورهایی که در پردازش-کنترل صنعتی و کارخانه‌های تولیدی می‌شود و نقش بسیار مهمی در تولیدهای با استفاده از کامپیوتر را دارند. آنها همچنین می‌توانند در طراحی‌های کامپیوتری CAD و دیگر دیگر برنامه‌های سنگین گرافیکی نیز ایفای نقش کنند. سیستم‌های میان رده در سرورهای فرانت اند نیز برای پردازش‌های مخابراتی و مدیریت شبکه استفاده می‌شوند.